# 경상남도의 문화재자료 (제201호 ~ 제300호)
경상남도 문화재자료는 대한민국의 문화재자료 중에서 경상남도에 있는 것을 가리킨다.

## 지정목록

### 제201호 ~ 제300호
| 번호  | 사진 | 명칭                                                                                | 소재지                                                      | 관리자 (단체)            | 지정일                                                                    | 참조 |
| 201호 |      | 옥전서원 (玉田書院)                                                                 | 경남 합천군 쌍책면 성산리 474                               | 초계정씨문중             | 1993년 12월 27일 지정                                                     |      |
| 202호 |      | 칠원산성 (漆原山城)                                                                 | 경남 함안군 칠원읍 유원리 산58                              | 함안군                   | 1993년 12월 27일 지정                                                     |      |
| 203호 |      | 통영읍도공룡발자국화석 (統營邑島恐龍발자국化石)                                     | 경남 통영시 도산면 오륜리 1243-1                            | 통영시                   | 1993년 12월 27일 지정                                                     |      |
| 204호 |      | 거제외도공룡발자국화석 (巨濟外島恐龍발자국化石)                                     | 경남 거제시 일운면 외도길 17 일원                           | 거제시                   | 1993년 12월 27일 지정                                                     |      |
| 205호 |      | 함안대치리공룡발자국 (咸安大峙里恐龍발자국)                                         | 경남 함안군 칠서면 대치리 634번지, 691                      | 함안군                   | 1993년 12월 27일 지정                                                     |      |
| 206호 |      | 창원 덕천리 유적 (昌原 德川里 遺蹟)                                                 | 경남 창원시 동읍 덕천리 83번지 외                           | 창원시                   | 1993년 12월 27일 지정                                                     |      |
| 207호 |      | 고성양화리법천사지부도군 (固城楊化里法泉寺址浮屠群)                                 | 경남 고성군 대하면 양화리 269-1, 280-1                      | 고성군                   | 1994년 7월 4일 지정                                                       |      |
| 208호 |      | 육영재 (育英齋)                                                                     | 경남 고성군 하일면 금단길 150-7(학림리 1352)                | 최재춘                   | 1994년 7월 4일 지정                                                       |      |
| 209호 |      | 송호서원 (松湖書院)                                                                 | 경남 함양군 병곡면 송평리 503                               | 송호서원                 | 1994년 7월 4일 지정                                                       |      |
| 210호 |      | 강양향교 (江陽鄕校)                                                                 | 경남 합천군 합천읍 충효로1길 5-12                           | 향교재단                 | 1994년 7월 4일 지정                                                       |      |
| 211호 |      | 박상진의사생가 (朴尙鎭義士生家)                                                     | 경남 울산시 중구 송정동 355                                 | 박진영                   | 1995년 5월 2일 지정, 1997년 10월 9일 해지, 울산 문화재자료 제5호로 재지정 |      |
| 212호 |      | 천전리공룡발자국화석 (川前里恐龍발자국化石)                                         | 경남 울산시 울주구 두동면 천전리 산210-1                    | 울산시장                 | 1995년 5월 2일 지정, 1997년 10월 9일 해지, 울산 문화재자료 제6호로 재지정 |      |
| 213호 |      | 삼한벽공도대장군목상 (三韓壁控都大將軍木像)                                         | 경남 밀양시 내일동 329-1                                    | 밀성박씨문중             | 1995년 5월 2일 지정                                                       |      |
| 214호 |      | 삼중대광사도광리군목상 (三重大匡司徒廣理君木像)                                     | 경남 밀양시 교동 671-2                                      | 밀성손씨문중             | 1995년 5월 2일 지정                                                       |      |
| 215호 |      | 오연정 (鼇淵亭)                                                                     | 경남 밀양시 교동 208                                        | 밀성손씨문중             | 1995년 5월 2일 지정                                                       |      |
| 216호 |      | 반계정 (盤溪亭)                                                                     | 경남 밀양시 단장면 범도리 181                               | 여주이씨문중             | 1995년 5월 2일 지정                                                       |      |
| 217호 |      | 광심정 (廣心亭)                                                                     | 경남 함안군 칠북면 봉촌리 230                               | 용성송씨광심정공파종중회 | 1995년 5월 2일 지정                                                       |      |
| 218호 |      | 창녕척화비 (昌寧斥和碑)                                                             | 경남 창녕군 창녕읍 교상리 28                                | 창녕군                   | 1995년 5월 2일 지정                                                       |      |
| 219호 |      | 행촌도촌선생유허비 (杏村桃村先生遺虛碑)                                             | 경남 고성군 고성읍 성내로 84번길 35-7 (서외리 145-1)        | 이평열                   | 1995년 5월 2일 지정                                                       |      |
| 220호 |      | 악양정 (岳陽亭)                                                                     | 경남 하동군 화개면 덕은리 815                               | 악양정                   | 1995년 5월 2일 지정                                                       |      |
| 221호 |      | 관수정 (觀水亭)                                                                     | 경남 합천군 쌍책면 성산큰길 63-15                           | 합천이씨문중             | 1995년 5월 2일 지정                                                       |      |
| 222호 |      | 진주계원리고려고분 (晋州桂垣里高麗古墳)                                             | 경남 진주시 명석면 계원리 산164                             | 남양홍씨문중             | 1995년 5월 2일 지정                                                       |      |
| 223호 |      | 광제서원 (廣濟書院)                                                                 | 경남 진주시 명석면 광제산로685번길 116                      | 남양홍씨문중             | 1995년 5월 2일 지정                                                       |      |
| 224호 |      | 어연.함안이씨어변갑묘 (魚淵.咸安李氏魚變甲墓)                                       | 경남 함안군 산인면 내인리 산35                              | 함종어씨월정연공파대종중 | 1995년 5월 2일 지정                                                       |      |
| 225호 |      | 창원 주남돌다리 (昌原 注南돌다리)                                                   | 경남 창원시 대산면 가술리 590번지                           | 창원시                   | 1996년 3월 11일 지정                                                      |      |
| 226호 |      | 제말장군의묘 (諸沫將軍의墓)                                                         | 경남 창원시 진동면 다구리 산66-2                            | 칠원제씨문중             | 1996년 3월 11일 지정                                                      |      |
| 227호 |      | 김해 파사석탑 (金海 婆娑石塔)                                                       | 경남 김해시 가락로190번길 1 (구산동)                        | 김해시                   | 1996년 3월 21일 지정                                                      |      |
| 228호 |      | 금시당백곡재 (今是堂栢谷齋)                                                         | 경남 밀양시 용평동 582-1                                    | 여주이씨종중             | 1996년 3월 11일 지정                                                      |      |
| 229호 |      | 남계서원 (南溪書院)                                                                 | 경남 밀양시 청도면 두곡리 361                               | 청도김씨문중             | 1996년 3월 11일 지정                                                      |      |
| 230호 |      | 모한재 (慕寒齋)                                                                     | 경남 하동군 옥종면 안계리 776                               | 진양하씨종중             | 1996년 3월 11일 지정                                                      |      |
| 231호 |      | 성암사 (聖巖祠)                                                                     | 경남 거창군 주상면 연교리 341                               | 이종옥                   | 1996년 3월 11일 지정                                                      |      |
| 232호 |      | 반구헌 (反球軒)                                                                     | 경남 거창군 위천면 강천리 51                                | 정종재                   | 1996년 3월 11일 지정                                                      |      |
| 233호 |      | 벽한정 (碧寒亭)                                                                     | 경남 합천군 용주면 손목3길 94                               | 고령박씨종중             | 1996년 3월 11일 지정                                                      |      |
| 234호 |      | 경백사 (景白祠)                                                                     | 경남 사천시 용현면 온정2길 42, 518 (온정리)                 | 사천시                   | 1997년 1월 30일 지정                                                      |      |
| 235호 |      | 박연정 (博淵亭)                                                                     | 경남 밀양시 상동면 고정리 902                               | 광주김씨종중             | 1997년 1월 30일 지정                                                      |      |
| 236호 |      | 남휘정선공주묘역 (南暉貞善公主墓域)                                                 | 경남 창녕군 부곡면 구산리 1-2                               | 의령남씨종중             | 1997년 1월 30일 지정                                                      |      |
| 237호 |      | 난곡사 (蘭谷祠)                                                                     | 경남 남해군 이동면 난음리 910                               | 난곡사                   | 1997년 1월 30일 지정                                                      |      |
| 238호 |      | 산청 용강정사,임리정 (山淸龍岡精舍,臨履亭)                                          | 경남 산청군 신차로 231-5 (신안면)                           | 김해허씨문중             | 1997년 1월 30일 지정                                                      |      |
| 239호 |      | 일두정여창선생사당비 (一두鄭汝昌先生祠堂碑)                                         | 경남 함양군 안의면 풍산리 805-1                             | 용문계                   | 1997년 1월 30일 지정                                                      |      |
| 240호 |      | 열녀학생임술증처유인밀양박씨지려 (烈女學生林述曾妻孺人密陽朴氏之閭)                 | 경남 함양군 함양읍 대덕리 249                               | 울진임씨종중             | 1997년 1월 30일 지정                                                      |      |
| 241호 |      | 추성원효행상서문 (秋成元孝行上書文)                                                 | 경남 진주시                                                 | 추삼술, 추경화           | 1997년 12월 31일 지정                                                     |      |
| 242호 |      | 태소 남극인선생 소장 천문학관련 문헌자료 (太巢 南極人先生 所臧 天文學關聯 文獻資料) | 경남 의령군                                                 | 강원매                   | 1997년 12월 31일 지정                                                     |      |
| 243호 |      | 산청정취암산신탱화 (山淸淨趣庵山神幀畵)                                             | 경남 산청군 신등면 둔철산로 675-87 (양전리)                 | 정취암                   | 1997년 12월 31일 지정                                                     |      |
| 244호 |      | 우계당 (愚溪堂)                                                                     | 경남 산청군 차황면 친환경로3612번길 108 (부리)              | 경주이씨종중             | 1997년 12월 31일 지정                                                     |      |
| 245호 |      | 하동청룡리석불좌상 (河東靑龍里石佛坐像)                                             | 경남 하동군 옥종면 청룡리 119-3                             | 하동군                   | 1997년 12월 31일 지정                                                     |      |
| 246호 |      | 창녕보림사지삼층석탑 (昌寧寶林寺址三層石塔)                                         | 경남 창녕군 영산면 성내리 591-4                             | 창녕군                   | 1997년 12월 31일 지정                                                     |      |
| 247호 |      | 성안의영정 (成安義影幀)                                                             | 경남 창녕군 성산면 냉천리 222                               | 성준기                   | 1997년 12월 31일 지정                                                     |      |
| 248호 |      | 부용정 (芙容亭)                                                                     | 경남 창녕군 성산면 냉천리 222                               | 성준기                   | 1997년 12월 31일 지정                                                     |      |
| 249호 |      | 구니서당 (求尼書堂)                                                                 | 경남 창녕군 고암면 가상리 1160                              | 서흥김씨영남중파종중     | 1997년 12월 31일 지정                                                     |      |
| 250호 |      | 진만석적덕영세불망비 (陣萬碩積德永世不忘碑)                                         | 경남 창녕군 대지면 용소리 산3                               | 여양진씨백곡파후국공문중 | 1997년 12월 31일 지정                                                     |      |
| 251호 |      | 원천정 (原泉亭)                                                                     | 경남 거창군 가조면 장기리 778                               | 죽산전씨원천공파문중     | 1997년 12월 31일 지정                                                     |      |
| 252호 |      | 서간소루 (西澗小樓)                                                                 | 경남 거창군 북상면 간계리 1166                              | 은진임씨종중             | 1997년 12월 31일 지정                                                     |      |
| 253호 |      | 용암정 (龍巖亭)                                                                     | 경남 거창군 북상면 간계리 63                                | 은진임씨종중             | 1997년 12월 31일 지정                                                     |      |
| 254호 |      | 태암서원 (泰巖書院)                                                                 | 경남 의령군 용덕면 덕암로5길 5-2                            | 담양전씨문중             | 1997년 12월 31일 지정                                                     |      |
| 255호 |      | 수도사 석탑 및 부도군 (修道寺 石塔 및 浮屠群)                                       | 경남 의령군 용덕면 덕암로 581-137(석탑), 이목리 산157(부도) | 수도사                   | 1997년 12월 31일 지정                                                     |      |
| 256호 |      | 신남서원경보당 (莘南書院景報堂)                                                     | 경남 밀양시 무안면 정곡리 74                                | 밀양박씨창국군파종중     | 1997년 12월 31일 지정                                                     |      |
| 257호 |      | 탁삼재 (卓三齋)                                                                     | 경남 밀양시 산내면 봉의리 554                               | 김녕김씨종중             | 1997년 12월 31일 지정                                                     |      |
| 258호 |      | 이방중묘출토명기및지석 (李芳仲墓出土明器및誌石)                                     | 경남 밀양시 하남면 명례리 1118                              | 밀양시                   | 1997년 12월 31일 지정                                                     |      |
| 259호 |      | 도천재 (道川齋)                                                                     | 경남 합천군 가회면 황매산가호길 98-1                        | 김련                     | 1997년 12월 31일 지정                                                     |      |
| 260호 |      | 도촌조응인선생유서 (陶村曺應仁先生諭書)                                             | 경남 합천군 묘산면 도옥길 10                                | 조대식                   | 1997년 12월 31일 지정                                                     |      |
| 261호 |      | 우졸재박한주비 (迂拙齋朴漢柱碑)                                                     | 경남 함안군 가야면 신음리 95                                | 밀성박씨한주공파종중     | 1997년 12월 31일 지정                                                     |      |
| 262호 |      | 김해신천망월석탑 (金海新泉望月石塔)                                                 | 경남 김해시 한림면 김해대로 1472번길 54                     | 흥덕사                   | 1997년 12월 31일 지정                                                     |      |
| 263호 |      | 김명윤유품쌍검 (金命胤遺品雙劍)                                                     | 경남 창원시 동읍 석산리 432-1                               | 상산김씨종중             | 1997년 12월 31일 지정                                                     |      |
| 264호 |      | 함양척화비 (咸陽斥和碑)                                                             | 경남 함양군 함양읍 운림리 349-1                             | 함양군                   | 1997년 12월 31일 지정                                                     |      |
| 265호 |      | 상무좌우사접장하경순포선불망비 (商務左右社接長河璟詢褒善不忘碑)                     | 경남 함양군 안의면 당본리 2                                 | 진양하씨종중             | 1997년 12월 31일 지정                                                     |      |
| 266호 |      | 남해척화비 (南海斥和碑)                                                             | 경남 남해군 설천면 노량리 410-18                            | 남해군                   | 1997년 12월 31일 지정                                                     |      |
| 267호 |      | 성주사동종 (聖住寺銅鐘)                                                             | 경남 창원시 성산구 곰절길 191 (천선동)                      | 성주사                   | 1998년 11월 13일 지정                                                     |      |
| 268호 |      | 금대암동종 (金臺庵銅鍾)                                                             | 경남 함양군 마천면 가흥리                                   | 금대암                   | 1998년 11월 13일 지정                                                     |      |
| 269호 |      | 금대암신중탱화 (金臺庵神衆幀畵)                                                     | 경남 함양군 마천면 가흥리                                   | 금대암                   | 1998년 11월 13일 지정                                                     |      |
| 270호 |      | 이현동삼층석탑 (二峴洞三層石塔)                                                     | 경남 진주시 서장대로185번길 14                              | 대아고                   | 1998년 11월 13일 지정                                                     |      |
| 271호 |      | 상평동석조여래입상 (上坪洞石造如來立像)                                             | 경남 진주시 돗골로 95                                       | 삼현여고                 | 1998년 11월 13일 지정                                                     |      |
| 272호 |      | 만운재 (萬雲齋)                                                                     | 경남 밀양시 무안면 무안리 854 외                            | 밀성박씨정국군파종중     | 1998년 11월 13일 지정                                                     |      |
| 273호 |      | 거제 장문포 왜성 (巨濟 長門逋 倭城)                                                 | 경남 거제시 장목면 장목리 130-43번지                        | 거제시                   | 1998년 11월 13일 지정                                                     |      |
| 274호 |      | 사천선진리성 (泗川船津里城)                                                         | 경남 사천시 용현면 선진리 770번지 외                        | 사천시                   | 1998년 11월 13일 지정                                                     |      |
| 275호 |      | 창원 안골왜성 (昌原 安骨倭城)                                                       | 경남 창원시 진해구 안골동 산27번지 외                       | 창원시                   | 1998년 11월 13일 지정                                                     |      |
| 276호 |      | 양산 증산리 왜성 (勿禁 甑山里 倭城)                                                 | 경남 양산시 물금읍 증산리 산15                              | 양산시                   | 1998년 11월 13일 지정                                                     |      |
| 277호 |      | 남해금산영응기적비대한중흥공덕축성비 (南海錦山靈應紀蹟碑大韓中興頌德祝聖碑)         | 경남 남해군 상주면 상주리 산257-3                           | 전주이씨문중             | 1998년 11월 13일 지정                                                     |      |
| 278호 |      | 영의정하연부부영정 (領議政河演夫婦影貞)                                             | 경남 합천군 야로면 도평길 85-2                              | 진양하씨문중             | 1999년 8월 6일 지정                                                       |      |
| 279호 |      | 김해 시례 염수당 고문서 (金海 詩禮 廉修堂 古文書)                                   | 경남 김해시                                                 | 안봉환                   | 1999년 8월 6일 지정                                                       |      |
| 280호 |      | 칠북배상엽관계고문서 (漆北裵尙曄關係古文書)                                         | 경남 함안군 칠북면 가연리 792-1                             | 배종찬                   | 1999년 8월 3일 지정                                                       |      |
| 281호 |      | 효자지평이신정려 (孝子持平李申旌閭)                                                 | 경남 밀양시 하남읍 남전리 산1                               | 재령이씨대종회           | 1999년 8월 3일 지정                                                       |      |
| 282호 |      | 박세항공신록권및상서문 (朴世項功臣錄券및上書文)                                     | 경남 진주시                                                 | 박이수                   | 2000년 1월 25일 지정                                                      |      |
| 283호 |      | 마산 성요셉 성당 (馬山 성요셉 聖堂)                                                 | 경남 창원시 마산합포구 완월남로 20 (완월동)                 | 천주교마산교구           | 2000년 1월 31일 지정                                                      |      |
| 284호 |      | 죽원재사 (竹院齋舍)                                                                 | 경남 밀양시 산외면 다죽리 200                               | 밀성손씨복정공파종중     | 2000년 1월 25일 지정                                                      |      |
| 285호 |      | 모선정 (慕先亭)                                                                     | 경남 밀양시 초동면 신호리 220                               | 밀양박씨송은공파종       | 2000년 1월 25일 지정                                                      |      |
| 286호 |      | 하동한산사탱화 (河東寒山寺幀畵)                                                     | 경남 하동군 악양면 평사리                                   | 한산사                   | 2000년 1월 31일 지정                                                      |      |
| 287호 |      | 양산백운암지장탱화 (梁山白雲庵地藏幀畵)                                             | 경남 양산시 하북면 지산리                                   | 백운암                   | 2000년 1월 31일 지정                                                      |      |
| 288호 |      | 고성운흥사명부전목조각상 (固城雲興寺冥府殿木彫刻像)                                 | 경남 고성군 하이면 와룡2길 248-28 (와룡리 442)              | 운흥사                   | 2000년 8월 31일 지정                                                      |      |
| 289호 |      | 고성운흥사목제원패 (固城雲興寺木製願牌)                                             | 경남 고성군 하이면 와룡2길 248-28 (와룡리 442)              | 운흥사                   | 2000년 8월 31일 지정                                                      |      |
| 290호 |      | 산청읍청정 (山淸 邑淸亭)                                                            | 경남 산청군 단성면 강누리 379-1외 1필지                     | 권인현                   | 2000년 8월 31일 지정                                                      |      |
| 291호 |      | 신안정사 (新安精舍)                                                                 | 경남 산청군 단성면 서재길 56 (강누리)                       | 신안정사                 | 2001년 2월 22일 지정                                                      |      |
| 292호 |      | 고성청광리박진사고가 (固城淸光里朴進士古家)                                         | 경남 고성군 개천면 청광6길 41 (청광리 292-3)                | 박상호                   | 2001년 2월 22일 지정                                                      |      |
| 293호 |      | 소산정사 (疏山精舍)                                                                 | 경남 고성군 대가면 송계4길 77-7 (송계리 806)                | 함안이씨송호공종중       | 2001년 2월 22일 지정                                                      |      |
| 294호 |      | 양산지산리부부상 (梁山芝山里夫婦像)                                                 | 경남 양산시 하북면 지산리 507-2                             | 가락 양산시 종친회       | 2001년 5월 3일 지정                                                       |      |
| 295호 |      | 청주한씨판서공파고문서 (淸州韓氏判書公派古文書)                                     | 경남 진주시                                                 | 한형기                   | 2001년 9월 27일 지정                                                      |      |
| 296호 |      | 통영용화사현왕도 (統營龍華寺現王圖)                                                 | 경남 통영시 봉평동 404                                      | 용화사                   | 2001년 9월 27일 지정                                                      |      |
| 297호 |      | 용안서원 (龍安書院)                                                                 | 경남 밀양시 무안면 내진리 173                               | 벽진이씨여은공종중       | 2001년 9월 27일 지정                                                      |      |
| 298호 |      | 통도사동치8년명신중도 (通度寺同治八年銘神衆圖)                                      | 경남 양산시 하북면 지산리 583                               | 통도사                   | 2001년 9월 27일 지정                                                      |      |
| 299호 |      | 통도사광서19년명신중도 (通度寺光緖十九年銘神衆圖)                                   | 경남 양산시 하북면 지산리 583                               | 통도사                   | 2001년 9월 27일 지정                                                      |      |
| 300호 |      | 통도사광서16년명신중도 (通度寺光緖十六年銘神衆圖)                                   | 경남 양산시 하북면 지산리 583                               | 통도사                   | 2001년 9월 27일 지정                                                      |      |